# Cazeaux-de-Larboust

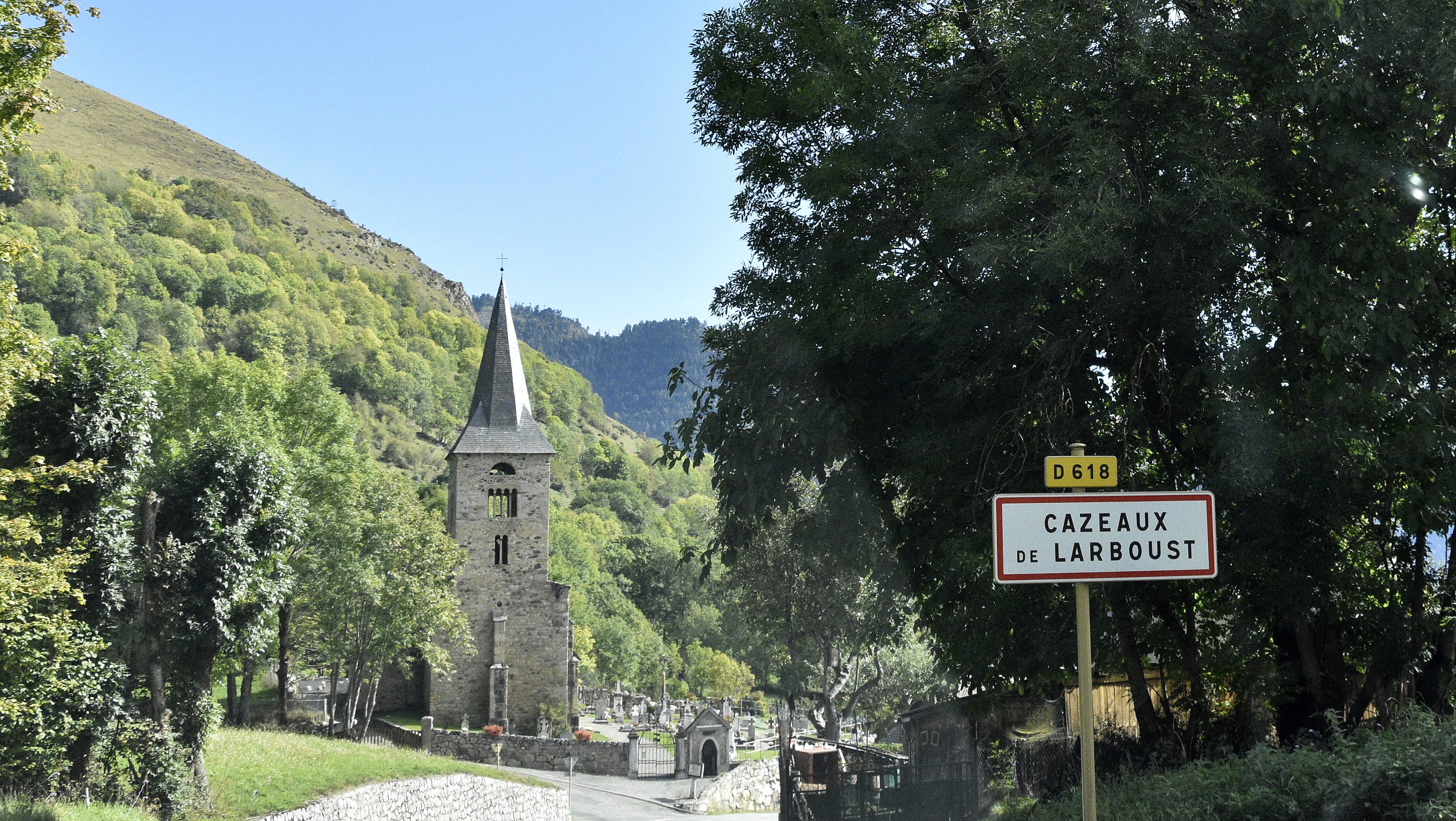
De Église Sainte-Anne de Cazeaux-de-Larboust

Cazeaux-de-Larboust is een gemeente in het Franse departement Haute-Garonne (regio Occitanie) en telt 92 inwoners (2009). De plaats maakt deel uit van het arrondissement Saint-Gaudens.

## Geografie
De oppervlakte van Cazeaux-de-Larboust bedraagt 18,0 km², de bevolkingsdichtheid is dus 5,1 inwoners per km².
De onderstaande kaart toont de ligging van Cazeaux-de-Larboust met de belangrijkste infrastructuur en aangrenzende gemeenten.

## Demografie
Onderstaande figuur toont het verloop van het inwonertal (bron: INSEE-tellingen).

## Bezienswaardigheden
- Église Sainte-Anne de Cazeaux-de-Larboust, een kerkgebouw uit de 12e eeuw, waarvan het interieur is versierd met fresco's